# Chlorophytum pseudocaule
Chlorophytum pseudocaule là một loài thực vật có hoa trong họ Măng tây. Loài này được Tesfaye & Nordal mô tả khoa học đầu tiên năm 2007.